# Mautbrücken
Mautbrücken je naselje v Občini Glanegg v Okraju Trg na Koroškem v Avstriji.